# Platycnemis
Platycnemis é um género de libelinha da família Platycnemididae..
Este género contém as seguintes espécies:
- Platycnemis acutipennis Selys, 1841
- Platycnemis agrioides Ris, 1915
- Platycnemis alatipes (McLachlan, 1872)
- Platycnemis aurantipes Lieftinck, 1965
- Platycnemis bilineata Bartenev, 1919
- Platycnemis congolensis Martin, 1912
- Platycnemis dealbata Selys in Selys & Hagen, 1850
- Platycnemis echigoana Asahina, 1955
- Platycnemis foliacea Selys, 1886
- Platycnemis foliosa Navás, 1932
- Platycnemis guttifera Fraser, 1950
- Platycnemis hova Martin, 1908
- Platycnemis kervillei (Martin, 1909)
- Platycnemis latipes Rambur, 1842
- Platycnemis longiventris Schmidt, 1951
- Platycnemis malgassica Schmidt, 1951
- Platycnemis melanus Aguesse, 1968
- Platycnemis nitidula (Brullé, 1832)
- Platycnemis nyansana Förster, 1916
- Platycnemis pennipes (Pallas, 1771)
- Platycnemis phasmovolans Hämäläinen, 2003
- Platycnemis phyllopoda Djakonov, 1926
- Platycnemis pierrati (Navás, 1935)
- Platycnemis protostictoides Fraser, 1953
- Platycnemis pseudalatipes Schmidt, 1951
- Platycnemis rufipes (Selys, 1886)
- Platycnemis sanguinipes Schmidt, 1951
- Platycnemis sikassoensis (Martin, 1912)
- Platycnemis subdilatata Selys, 1849